# Albi di Satanik

## Satanik (1964-1974)
I disegni sono inizialmente opera di Magnus,  (numeri da 1 a 9, 11, 12, 14, 15, 17, 18, 20, 21, 23, 24, 26, 27, 29, 31, 33, 34, 36, 38, 40, 41, 44, 45, 47, 49, 50, 52, 54, 55, 57, 60, 62, 66, 68, 71 [in parte], 74, 78, 82, 86, 92, 96, 100, 101, 105, 108, 112, 116, 119, 124, 130, 135, 150, 155, 161), poi affiancato da altri disegnatori: Raimondi, Lombardi, Ranucci, Carretti, Coliva, Peroni Corbella, Romanini, Frank Verola. Non tutti i volumi contengono storie inedite, alcuni presentano ristampe di episodi precedenti:
- Il n. 205 ristampa il n° 31
- il n. 207 ristampa il n° 33
- il n. 210 ristampa il n° 36
- il n. 212 ristampa il n° 74
- il n. 218 ristampa il n° 34
- il n. 219 ristampa il n° 40
- il n. 224 ristampa il n° 19
- il n. 226 ristampa il n° 25
- il n. 228 ristampa il n° 22
- il n. 229 ristampa il n° 16
- il n. 230 ristampa il n° 10

## Elenco degli albi
| N°  | Data              | Titolo                             | Allegato | Note                                                                                 |
| --- | ----------------- | ---------------------------------- | -------- | ------------------------------------------------------------------------------------ |
| 1   | dicembre 1964     | La legge del male                  |          |                                                                                      |
| 2   | gennaio 1965      | Nelle spire del diavolo            |          |                                                                                      |
| 3   | febbraio 1965     | Sete di gloria                     |          |                                                                                      |
| 4   | 20 febbraio 1965  | Magia nera                         |          |                                                                                      |
| 5   | 18 marzo 1965     | Angoscia                           |          |                                                                                      |
| 6   | 1º aprile 1965    | Atroce vendetta                    |          |                                                                                      |
| 7   | 15 aprile 1965    | La crociera del terrore            |          |                                                                                      |
| 8   | 29 aprile 1965    | Delitto perfetto                   |          |                                                                                      |
| 9   | 13 maggio 1965    | Il triangolo della morte           |          |                                                                                      |
| 10  | 27 maggio 1965    | Il segreto                         |          |                                                                                      |
| 11  | 10 giugno 1965    | Il volto della verità              |          |                                                                                      |
| 12  | 24 giugno 1965    | Il mistero di Ofelia               |          |                                                                                      |
| 13  | 8 luglio 1965     | Il diadema dell'imperatore         |          |                                                                                      |
| 14  | 22 luglio 1965    | La beffa di mezzanotte             |          |                                                                                      |
| 15  | 5 agosto 1965     | Il ritratto di Alex Bey            |          |                                                                                      |
| 16  | 19 agosto 1965    | La locanda dei 7 savi              |          |                                                                                      |
| 17  | 2 settembre 1965  | La forza del destino               |          |                                                                                      |
| 18  | 16 settembre 1965 | La vedova nera                     |          |                                                                                      |
| 19  | 30 settembre 1965 | L'inflazione arriva al galoppo     |          |                                                                                      |
| 20  | 14 ottobre 1965   | Psico                              |          |                                                                                      |
| 21  | 28 ottobre 1965   | La luce che uccide                 |          |                                                                                      |
| 22  | 11 novembre 1965  | Tragedia sotto zero                |          |                                                                                      |
| 23  | 25 novembre 1965  | Il mostro di York                  |          |                                                                                      |
| 24  | 9 dicembre 1965   | Il dono di Natale                  |          |                                                                                      |
| 25  | 23 dicembre 1965  | Nel profondo degli abissi          |          |                                                                                      |
| 26  | 6 gennaio 1966    | Ritorno alle origini               |          |                                                                                      |
| 27  | 20 gennaio 1966   | Morte sulla neve                   |          |                                                                                      |
| 28  | 3 febbraio 1966   | La capsula dei sogni               |          |                                                                                      |
| 29  | 17 febbraio 1966  | Carneval Crimen                    |          |                                                                                      |
| 30  | 3 marzo 1966      | La montagna purpurea               |          |                                                                                      |
| 31  | 13 marzo 1966     | 2 giorni su sette                  |          |                                                                                      |
| 32  | 30 marzo 1966     | Si vince col 9                     |          |                                                                                      |
| 33  | 13 aprile 1966    | La catastrofe è alla porta         |          |                                                                                      |
| 34  | 27 aprile 1966    | Super metallo molti guai           |          |                                                                                      |
| 35  | 11 maggio 1966    | Il tempio di Giove                 |          |                                                                                      |
| 36  | 25 maggio 1966    | Cripta mia, cripta mia...          |          |                                                                                      |
| 37  | 8 giugno 1966     | L'anello dei Maja                  |          |                                                                                      |
| 38  | 22 giugno 1966    | Non voglio morire                  |          |                                                                                      |
| 39  | 6 luglio 1966     | Letto a 2 piazze                   |          |                                                                                      |
| 40  | 20 luglio 1966    | La casa degli spiriti              |          |                                                                                      |
| 41  | 4 agosto 1966     | Vorticosamente                     |          |                                                                                      |
| 42  | 17 agosto 1966    | La villa sul lago                  |          |                                                                                      |
| 43  | 31 agosto 1966    | Gli occhi degli assassini          |          |                                                                                      |
| 44  | 14 settembre 1966 | Ghigliottina sul palco             |          |                                                                                      |
| 45  | 28 settembre 1966 | L'isola dei mostri                 |          |                                                                                      |
| 46  | 12 ottobre 1966   | La triste musica dell'organo       |          |                                                                                      |
| 47  | 26 ottobre 1966   | Il faro del golfo nero             |          |                                                                                      |
| 48  | 9 novembre 1966   | Il passo della tigre               |          |                                                                                      |
| 49  | 23 novembre 1966  | Il barone Wurdalak                 |          |                                                                                      |
| 50  | 7 dicembre 1966   | La stirpe dei vampiri              |          |                                                                                      |
| 51  | 21 dicembre 1966  | Natale tragico                     |          |                                                                                      |
| 52  | 4 gennaio 1967    | La dimensione del terrore          |          |                                                                                      |
| 53  | 18 gennaio 1967   | I morti vivi                       |          |                                                                                      |
| 54  | 1º febbraio 1967  | Una strega in paradiso             |          |                                                                                      |
| 55  | 15 febbraio 1967  | Il ritorno di Wurdalak             |          |                                                                                      |
| 56  | 1º marzo 1967     | Quando la luce colpisce            |          |                                                                                      |
| 57  | 15 marzo 1967     | La regina di picche                |          |                                                                                      |
| 58  | 29 marzo 1967     | Con il viso bagnato di lacrime     |          |                                                                                      |
| 59  | 12 aprile 1967    | Sino all'ultimo colpo              |          |                                                                                      |
| 60  | 26 aprile 1967    | Paso doble                         |          |                                                                                      |
| 61  | 10 maggio 1967    | La tenda squarciata                |          |                                                                                      |
| 62  | 24 maggio 1967    | La vita sbagliata di Mae Wildt     |          |                                                                                      |
| 63  | 7 giugno 1967     | E quel giorno venne...             |          |                                                                                      |
| 64  | 21 giugno 1967    | Il valore di niente                |          |                                                                                      |
| 65  | 5 luglio 1967     | Quando c'è la luna piena           |          |                                                                                      |
| 66  | 19 luglio 1967    | Caldo sole fredda morte            |          |                                                                                      |
| 67  | 2 agosto 1967     | Partita a tre                      |          |                                                                                      |
| 68  | 16 agosto 1967    | Tema: cos'è la morte               |          |                                                                                      |
| 69  | 30 agosto 1967    | L'incubo e la realtà               |          |                                                                                      |
| 70  | 13 settembre 1967 | Rapsodia in nero                   |          |                                                                                      |
| 71  | 27 settembre 1967 | Precipitevolissimevolmente         |          |                                                                                      |
| 72  | 11 ottobre 1967   | 5 battiti e poi nulla              |          |                                                                                      |
| 73  | 25 ottobre 1967   | Un giro di treccia                 |          |                                                                                      |
| 74  | 8 novembre 1967   | Lo strano Signor Lick              |          |                                                                                      |
| 75  | 22 novembre 1967  | Servizio speciale                  |          |                                                                                      |
| 76  | 6 dicembre 1967   | Allucinazione                      |          |                                                                                      |
| 77  | 20 dicembre 1967  | La pagoda di giada                 |          |                                                                                      |
| 78  | 3 gennaio 1968    | La quercia del pentimento          |          |                                                                                      |
| 79  | 17 gennaio 1968   | I pizzi dell'arpa                  |          |                                                                                      |
| 80  | 31 gennaio 1968   | Le ultime volontà                  |          |                                                                                      |
| 81  | 14 febbraio 1968  | Calcio incrinato                   |          |                                                                                      |
| 82  | 28 febbraio 1966  | L'ibernato                         |          |                                                                                      |
| 83  | 13 marzo 1968     | 5 strani cinesini                  |          |                                                                                      |
| 84  | 27 marzo 1968     | Il risveglio del tempo             |          |                                                                                      |
| 85  | 10 aprile 1968    | Cose strane per Max Lincoln        |          |                                                                                      |
| 86  | 24 aprile 1968    | 10 cents di resto                  |          |                                                                                      |
| 87  | 8 maggio 1968     | Programma a sorpresa               |          |                                                                                      |
| 88  | 22 maggio 1968    | Allarme alla 5ª strada             |          |                                                                                      |
| 89  | 5 giugno 1968     | Tre kappa di troppo                |          |                                                                                      |
| 90  | 19 giugno 1968    | La miglior vendetta è il perdono   |          |                                                                                      |
| 91  | 3 luglio 1968     | I testimoni dell'arca              |          |                                                                                      |
| 92  | 17 luglio 1968    | Wurdalak colpisce ancora           |          |                                                                                      |
| 93  | 31 luglio 1968    | Quello che non si vuole ricordare  |          |                                                                                      |
| 94  | 14 agosto 1968    | Un colpo da maestro                |          |                                                                                      |
| 95  | 28 agosto 1968    | La bomba a tempo                   |          |                                                                                      |
| 96  | 11 settembre 1966 | L'impossibilità                    |          |                                                                                      |
| 97  | 25 settembre 1968 | Lo stiletto alla gola              |          |                                                                                      |
| 98  | 9 ottobre 1968    | Una boccata d'aria sana            |          |                                                                                      |
| 99  | 23 ottobre 1968   | Tra genialità e follia             |          |                                                                                      |
| 100 | 6 novembre 1968   | Il regno del silenzio              |          |                                                                                      |
| 101 | 20 novembre 1968  | Patente speciale                   |          |                                                                                      |
| 102 | 4 dicembre 1968   | Le menti offuscate                 |          |                                                                                      |
| 103 | 18 dicembre 1968  | Cinque meno cinque                 |          |                                                                                      |
| 104 | 1º gennaio 1969   | Il nevrotico disilluso             |          |                                                                                      |
| 105 | 15 gennaio 1969   | Lo jettatore                       |          |                                                                                      |
| 106 | 29 gennaio 1969   | Il cacciatorpediniere cacciato     |          |                                                                                      |
| 107 | 12 febbraio 1969  | Un cane troppo costoso             |          |                                                                                      |
| 108 | 26 febbraio 1969  | La donna che uccise sé stessa      |          |                                                                                      |
| 109 | 12 marzo 1969     | Lo scomparso redivivo              |          |                                                                                      |
| 110 | 26 marzo 1969     | Una spia tra noi                   |          |                                                                                      |
| 111 | 9 aprile 1969     | La memoria ha perso il registro    |          |                                                                                      |
| 112 | 23 aprile 1969    | La spirale                         |          |                                                                                      |
| 113 | 7 maggio 1969     | Rose rosse intinte di sangue       |          |                                                                                      |
| 114 | 21 maggio 1969    | Il nemico invisibile               |          |                                                                                      |
| 115 | 4 giugno 1969     | Whisky liscio al barracuda         |          |                                                                                      |
| 116 | 18 giugno 1969    | Kamalo                             |          |                                                                                      |
| 117 | 2 luglio 1969     | Un traffico stupefacente           |          |                                                                                      |
| 118 | 16 luglio 1969    | La mano omicida                    |          |                                                                                      |
| 119 | 30 luglio 1969    | L'atroce beffa di Kamalo           |          |                                                                                      |
| 120 | 13 agosto 1969    | Un attimo prima del momento fatale |          |                                                                                      |
| 121 | 27 agosto 1969    | Se un pirata seppellisce un tesoro |          |                                                                                      |
| 122 | 10 settembre 1969 | Il gioco delle parrucche           |          |                                                                                      |
| 123 | 24 settembre 1969 | Angelo bell'angelo                 |          |                                                                                      |
| 124 | 8 ottobre 1969    | Rosa e rosso                       |          |                                                                                      |
| 125 | 22 ottobre 1969   | Persuasione occulta                |          |                                                                                      |
| 126 | 5 novembre 1969   | Il best seller                     |          |                                                                                      |
| 127 | 19 novembre 1969  | Uno zoo per Elisa                  |          |                                                                                      |
| 128 | 3 dicembre 1969   | Tutti presenti meno uno            |          |                                                                                      |
| 129 | 17 dicembre 1969  | Allarme in codice                  |          |                                                                                      |
| 130 | 31 dicembre 1969  | L'ultimo giorno dell'anno          |          |                                                                                      |
| 131 | 14 gennaio 1970   | Uomo a mare                        |          |                                                                                      |
| 132 | 28 gennaio 1970   | Scacco alla regina                 |          |                                                                                      |
| 133 | 11 febbraio 1970  | Specchio bello specchio            |          |                                                                                      |
| 134 | 25 febbraio 1970  | Il museo di Sherlock Holmes        |          |                                                                                      |
| 135 | 11 marzo 1970     | Una sedia Luigi XIV                |          |                                                                                      |
| 136 | 25 marzo 1970     | Nell'impero dei gangster           |          |                                                                                      |
| 137 | 8 aprile 1970     | La morte bianca                    |          |                                                                                      |
| 138 | 22 aprile 1970    | A tre passi dalla morte            |          |                                                                                      |
| 139 | 6 maggio 1970     | Quando il sole è allo zenith       |          |                                                                                      |
| 140 | 20 maggio 1970    | Il giorno dell'ombra               |          |                                                                                      |
| 141 | 3 giugno 1970     | Sette balze verso la morte         |          |                                                                                      |
| 142 | 17 giugno 1970    | Il ragno umano                     |          |                                                                                      |
| 143 | 1º luglio 1970    | Il sosia di Adamo                  |          |                                                                                      |
| 144 | 15 luglio 1970    | La fine di Kamalo                  |          |                                                                                      |
| 145 | 29 luglio 1970    | Il club degli spettri              |          |                                                                                      |
| 146 | 12 agosto 1970    | Parapsico                          |          |                                                                                      |
| 147 | 26 agosto 1970    | Satan-Satanik                      |          |                                                                                      |
| 148 | 9 settembre 1970  | L'isola dell'antimateria           |          |                                                                                      |
| 149 | 23 settembre 1970 | Appuntamento sotto il mare         |          |                                                                                      |
| 150 | 7 ottobre 1970    | L'inviato di Mjorek                |          | Numero di 256 pagine. Oltre alla storia inedita contiene anche la ristampa del nº 15 |
| 151 | 21 ottobre 1970   | Morte nel deserto                  |          |                                                                                      |
| 152 | 3 novembre 1970   | Il computer maledetto              |          |                                                                                      |
| 153 | 18 novembre 1970  | Ritorno ai Carpazi                 |          |                                                                                      |
| 154 | 2 dicembre 1970   | Strage di vampiri                  |          |                                                                                      |
| 155 | 16 dicembre 1970  | Sovrapposizione                    |          |                                                                                      |
| 156 | 30 dicembre 1970  | Lo zombie                          |          |                                                                                      |
| 157 | 13 gennaio 1971   | La macumba                         |          |                                                                                      |
| 158 | 27 gennaio 1971   | Il castello maledetto              |          |                                                                                      |
| 159 | 24 febbraio 1971  | Il covo dei serpenti               |          |                                                                                      |
| 160 | 10 marzo 1971     | Codice segreto                     |          |                                                                                      |
| 161 | 24 marzo 1971     | Tormento = follia                  |          | Ultimo numero disegnato da magnus                                                    |
| 162 | 7 aprile 1971     | Il ritorno di Max Lincoln          |          |                                                                                      |
| 163 | 21 aprile 1971    | Vendita per corrispondenza         |          |                                                                                      |
| 164 | 5 maggio 1971     | Un rebus per Marny                 |          |                                                                                      |
| 165 | 19 maggio 1971    | Una situazione delicata            |          |                                                                                      |
| 166 | 2 giugno 1971     | Siero anti-vampiro                 |          |                                                                                      |
| 167 | 16 giugno 1971    | Una donna senza pace               |          |                                                                                      |
| 168 | 30 giugno 1971    | Corsa al brevetto                  |          |                                                                                      |
| 169 | 14 luglio 1971    | Laser mortale                      |          |                                                                                      |
| 170 | 28 luglio 1971    | Diamanti in laboratorio            |          |                                                                                      |
| 171 | 11 agosto 1971    | Il pasto dell'anaconda             |          |                                                                                      |
| 172 | 25 agosto 1971    | Allarme atomico                    |          |                                                                                      |
| 173 | 8 settembre 1971  | Un traffico illecito               |          |                                                                                      |
| 174 | 22 settembre 1971 | Laser a raggi gamma                |          |                                                                                      |
| 175 | 6 ottobre 1971    | La cupola d'acciaio                |          |                                                                                      |
| 176 | novembre 1971     | Follia a mezzanotte                |          |                                                                                      |
| 177 | dicembre 1971     | Uomini peggio di topi              |          |                                                                                      |
| 178 | gennaio 1972      | L'uomo vestito di grigio           |          |                                                                                      |
| 179 | febbraio 1972     | Valzer tragico                     |          |                                                                                      |
| 180 | marzo 1972        | Il racket del porto                |          |                                                                                      |
| 181 | aprile 1972       | Il lupo mannaro                    |          |                                                                                      |
| 182 | maggio 1972       | Satanik e l'affittacamere          |          |                                                                                      |
| 183 | giugno 1972       | Quando il sole tramonta            |          |                                                                                      |
| 184 | luglio 1972       | La morte in punta di piedi         |          |                                                                                      |
| 185 | agosto 1972       | Le origini di Satanik              |          |                                                                                      |
| 186 | settembre 1972    | Mare di fuoco                      |          |                                                                                      |
| 187 | ottobre 1972      | La palude della morte              |          |                                                                                      |
| 188 | 5 aprile 1972     | Tre rose rosse                     |          |                                                                                      |
| 189 | 19 aprile 1972    | Agguato sul sentiero               |          |                                                                                      |
| 190 | 3 maggio 1972     | Tentazione irresistibile           |          |                                                                                      |
| 191 | 17 maggio 1972    | Autumn                             |          |                                                                                      |
| 192 | aprile 1973       | Il morso del serpente              |          |                                                                                      |
| 193 | maggio 1973       | La bambola rotta                   |          |                                                                                      |
| 194 | giugno 1973       | Panico!                            |          |                                                                                      |
| 195 | luglio 1973       | Il crepaccio della morte           |          |                                                                                      |
| 196 | 26 luglio 1972    | Quinta dimensione                  |          |                                                                                      |
| 197 | 9 agosto 1973     | Quando la curiosità fa male        |          |                                                                                      |
| 198 | ottobre 1973      | Una valigia senza padrone          |          |                                                                                      |
| 199 | novembre 1973     | La notte non è tenera              |          |                                                                                      |
| 200 | dicembre 1973     | La fine di una strega              |          |                                                                                      |
| 201 | gennaio 1974      | Così rinasce Satanik               |          |                                                                                      |
| 202 | febbraio 1974     | Frankestein                        |          |                                                                                      |
| 203 | marzo 1974        | Il killer venuto dall'oltretomba   |          |                                                                                      |
| 204 | aprile 1974       | La vendetta della mummia           |          |                                                                                      |
| 205 | maggio 1974       | 2 giorni su 7                      |          | Ristampa del n.ro 31                                                                 |
| 206 | giugno 1974       | Ritorno al sarcofago               |          |                                                                                      |
| 207 | luglio 1974       | La catastrofe è alla porta         |          | Ristampa del n.ro 33                                                                 |
| 208 | agosto 1974       | La maledizione di Mary Esthel      |          |                                                                                      |
| 209 | settembre 1974    | I morti vivi del tempio            |          |                                                                                      |
| 210 | ottobre 1974      | Cripta... cripta mia               |          | Ristampa del n.ro 36                                                                 |
| 211 | novembre 1974     | Tragedia in fotogrammi             |          |                                                                                      |
| 212 | dicembre 1974     | Lo strano signor Lick              |          | Ristampa del n.ro 74                                                                 |
| 213 | gennaio 1975      | La furia nera                      |          |                                                                                      |
| 214 | febbraio 1975     | La vallata della paura             |          |                                                                                      |
| 215 | marzo 1975        | Nel mondo degli inferi             |          |                                                                                      |
| 216 | aprile 1975       | La lunga ricerca                   |          |                                                                                      |
| 217 | maggio 1975       | Mister Terrifik!                   |          |                                                                                      |
| 218 | giugno 1975       | Super metallo molti guai           |          | Ristampa del n.ro 34                                                                 |
| 219 | luglio 1975       | La casa degli spiriti              |          | Ristampa del n.ro 40                                                                 |
| 220 | agosto 1975       | In fondo al pozzo                  |          |                                                                                      |
| 221 | settembre 1975    | Ancora una volta... si gira!       |          |                                                                                      |
| 222 | ottobre 1975      | Nelle braccia dell'incubo!         |          |                                                                                      |
| 223 | novembre 1975     | Ratto di spie                      |          |                                                                                      |
| 224 | dicembre 1975     | l'inflazione arriva al galoppo     |          | Ristampa del n.ro 19                                                                 |
| 225 | gennaio 1976      | L'antiquariato delle auto          |          |                                                                                      |
| 226 | febbraio 1976     | Nel profondo degli abissi          |          | Ristampa del n.ro 25                                                                 |
| 227 | marzo 1976        | Stregoneria?                       |          |                                                                                      |
| 228 | aprile 1976       | Tragedia sotto zero                |          | Ristampa del n.ro 22                                                                 |
| 229 | maggio 1976       | La locanda dei 7 savi              |          | Ristampa del n.ro 16                                                                 |
| 230 | giugno 1976       | Il segreto                         |          | Ristampa del n.ro 10                                                                 |
| 231 | luglio 1976       | Di nuovo... morte!                 |          |                                                                                      |

## Ristampe
Successivamente alla chiusura della testata, la serie è stata parzialmente ristampata in nuove edizioni.
| titolo                       | editore              | periodo                    | note                                                                                            |
| ---------------------------- | -------------------- | -------------------------- | ----------------------------------------------------------------------------------------------- |
| Raccolta Satanik             | Editoriale Corno     | dal giugno 1973            | - supplemento a Satanik - ristampe dal n. 1 al n. 14                                            |
| Speciale Satanik             | Editoriale Corno     | Editoriale Corno           | - supplemento a Gruppo TNT n. 123 - ristampa dei numeri 49, 50, 55                              |
| Satanik                      | Max Bunker Magazines | Aprile - Luglio 1984       | - primi quattro numeri, con Satanik e storie di Stanton e George Pichard                        |
| Satanik Special              | Max Bunker Magazines | Luglio 1984                | - suppl. a Satanik - n. 4                                                                       |
| Satanik Collezione           | Max Bunker Magazines | Febbraio 1985              | - raccolta dei quattro numeri di Satanik e di Satanik Special - supplemento ad Alan Ford n. 188 |
| Satanik Collezione           | Max Bunker Magazines | Aprile 1986                | - raccolta dei quattro numeri di Satanik e di Satanik Special - supplemento ad Alan Ford n. 202 |
| Satanik - serie del 25º anno | Max Bunker Press,    | dicembre 1989 - marzo 1992 | - ristampa dei volumi dal n. 1 al n. 27                                                         |

### Collana Satanik 25° (1989-1992)
| N° | Data           | Titolo                      | Allegato | Note                                                                  |
| -- | -------------- | --------------------------- | -------- | --------------------------------------------------------------------- |
| 1  | dicembre 1989  | La legge del male           |          | ristampa Satanik N° 1 (dicembre 1964) - prologo ed epilogo inediti    |
| 2  | febbraio 1990  | Nelle spire del diavolo     |          | ristampa Satanik N° 2 (gennaio 1965) - prologo ed epilogo inediti     |
| 3  | marzo 1990     | Sete di gloria              |          | ristampa Satanik N° 3 (febbraio 1965) - prologo ed epilogo inediti    |
| 4  | aprile 1990    | Magia nera                  |          | ristampa Satanik N° 4 (20 febbraio 1965) - prologo ed epilogo inediti |
| 5  | maggio 1990    | Angoscia                    |          | ristampa Satanik N° 5 (18 marzo 1965) - prologo ed epilogo inediti    |
| 6  | giugno 1990    | Atroce vendetta             |          | ristampa Satanik N° 6 (1º aprile 1965) - prologo ed epilogo inediti   |
| 7  | luglio 1990    | La crociera del terrore     |          | ristampa Satanik N° 7 (15 aprile 1965) - prologo ed epilogo inediti   |
| 8  | agosto 1990    | Delitto perfetto            |          | ristampa Satanik N° 8 (29 aprile 1965) - prologo ed epilogo inediti   |
| 9  | settembre 1990 | Il triangolo della morte    |          | ristampa Satanik N° 9 (13 maggio 1965) - prologo ed epilogo inediti   |
| 10 | ottobre 1990   | Il volto della verità       |          | ristampa Satanik N° 11 (10 giugno 1965)                               |
| 11 | novembre 1990  | Il mistero di Ofelia        |          | ristampa Satanik N° 12 (24 giugno 1965)                               |
| 12 | dicembre 1990  | La beffa di mezzanotte      |          | ristampa Satanik N° 14 (22 luglio 1965)                               |
| 13 | gennaio 1991   | Il ritratto di Alex Bey     |          | ristampa Satanik N° 15 (5 agosto 1965)                                |
| 14 | febbraio 1991  | La forza del destino        |          | ristampa Satanik N° 17 (2 settembre 1965)                             |
| 15 | marzo 1991     | La vedova nera              |          | ristampa Satanik N° 18 (16 settembre 1965)                            |
| 16 | aprile 1991    | Psico                       |          | ristampa Satanik N° 20 (14 ottobre 1965)                              |
| 17 | maggio 1991    | La luce che uccide          |          | ristampa Satanik N° 21 (28 ottobre 1965)                              |
| 18 | giugno 1991    | Il mostro di York           |          | ristampa Satanik N° 23 (25 novembre 1965)                             |
| 19 | luglio 1991    | Il dono di Natale           |          | ristampa Satanik N° 24 (9 dicembre 1965)                              |
| 20 | agosto 1991    | Ritorno alle origini        |          | ristampa Satanik N° 26 (6 gennaio 1966)                               |
| 21 | settembre 1991 | Morte sulla neve            |          | ristampa Satanik N° 27 (20 gennaio 1966)                              |
| 22 | ottobre 1991   | Carneval Crimen             |          | ristampa Satanik N° 29 (17 febbraio 1966)                             |
| 23 | novembre 1991  | 2 giorni su 7               |          | ristampa Satanik N° 31 (13 marzo 1966)                                |
| 24 | dicembre 1991  | La catastrofe è alla porta  |          | ristampa Satanik N° 33 (13 aprile 1966)                               |
| 25 | gennaio 1992   | Super metallo molti guai    |          | ristampa Satanik N° 34 (27 aprile 1966)                               |
| 26 | febbraio 1992  | Cripta mia... cripta mia... |          | ristampa Satanik N° 36 (25 maggio 1966)                               |
| 27 | marzo 1992     | Non voglio morire           |          | ristampa Satanik N° 38 (22 giugno 1966)                               |

## Nuove storie

### Beverly Kerr (2002)
| N° | Data        | Titolo                  | Allegato | Note |
| -- | ----------- | ----------------------- | -------- | ---- |
| 2  | agosto 2002 | Il suo nome era Satanik |          |      |

### Satanik (2004-2008)
| N° | Data        | Titolo                                                | Allegato | Note                                                          |
| -- | ----------- | ----------------------------------------------------- | -------- | ------------------------------------------------------------- |
| 1  | giugno 2004 | Sbattito d'ali di vampiro                             | foglio   | Max Graphic Novel N° 2                                        |
| 2  | giugno 2008 | Sbattito d'ali di vampiro versione integrale ampliata |          | Le Monografie N° 1 - contiene Beverly Kerr N° 2 (agosto 2002) |